# Tipula (Lunatipula) lyrion
Tipula (Lunatipula) lyrion is een tweevleugelige uit de familie langpootmuggen (Tipulidae). De soort komt voor in het Palearctisch gebied.